# Linguee
Linguee ist ein Webservice der DeepL SE mit Sitz in Köln, der ein Onlinewörterbuch für die 25 Sprachen Bulgarisch, Chinesisch, Deutsch, Dänisch, Englisch, Estnisch, Finnisch, Französisch, Griechisch, Italienisch, Japanisch, Koreanisch, Lettisch, Litauisch, Maltesisch, Niederländisch, Norwegisch, Polnisch, Portugiesisch, Rumänisch, Russisch, Schwedisch, Slowakisch, Slowenisch, Spanisch, Tschechisch, Ukrainisch und Ungarisch im Internet zur Verfügung stellt.
Die Übersetzungsmöglichkeiten der Sprachen sind untereinander teilweise eingeschränkt; so sind beispielsweise bei den Sprachen Chinesisch, Japanisch und Russisch nur Übersetzungen vom und ins Englische möglich. Im Unterschied zu vergleichbaren Diensten wie LEO oder dict.cc ist bei Linguee das Wörterbuch mit einer Suchmaschine kombiniert, die den Zugriff auf große Mengen zweisprachiger, übersetzter Satzpaare in einer Datenbank ermöglicht, die größtenteils dem World Wide Web entstammen. Als Übersetzungshilfe unterscheidet sich Linguee daher auch von automatischen Übersetzungsdiensten wie DeepL (aus demselben Unternehmen), Babel Fish oder Google Translate und ähnelt in der Funktion einem Translation Memory.

## Technik
Linguee bedient sich eines spezialisierten Webcrawlers, um das Internet nach geeigneten zweisprachigen Texten zu durchsuchen und in parallele Sätze zu zerlegen. Die gefundenen Satzpaare erfahren eine automatische Qualitätsbewertung, indem ein durch Menschen trainierter Machine-Learning-Algorithmus die Qualität einer Übersetzung abschätzt. Der Nutzer kann auf die Menge der Satzpaare mithilfe einer Fuzzy-Suche zugreifen, wobei die Rangordnung der Suchergebnisse durch die vorangegangene Qualitätsbewertung und die Übereinstimmung mit dem Suchbegriff beeinflusst wird. Nutzer können Übersetzungen auch manuell bewerten, wodurch das Machine-Learning-System laufend trainiert wird.

## Datenquellen
Neben dem zweisprachigen Web dienen übersetzte Patenttexte sowie EU-Parlamentsprotokolle und Rechtsvorschriften der Europäischen Union (EUR-Lex) als Quellen. Nach Angaben des Betreibers bietet Linguee den Zugriff auf etwa 1 Milliarde Übersetzungen.

## Geschichte
Das Konzept hinter Linguee wurde im Herbst 2007 vom ehemaligen Google-Mitarbeiter Gereon Frahling erdacht und im Folgejahr zusammen mit Leonard Fink entwickelt. Die Geschäftsidee wurde 2008 mit dem Hauptpreis des Gründerwettbewerbs des Bundesministeriums für Wirtschaft und Technologie ausgezeichnet. Im April 2009 wurde der Webservice öffentlich zugänglich.
Mit den erwirtschafteten Werbeeinnahmen konnte das ehemalige Startup seit 2013 seine Kosten tragen.
Im Jahr 2017 entwickelte und startete ein Team von Linguee-Mitarbeitern um Jarosław Kutyłowski einen maschinellen Übersetzer namens DeepL, der auf künstlichen neuronalen Netzen basiert, die unter anderem auf der gesammelten Datenbank von Linguee trainiert wurden. In diesem Zusammenhang änderte die Linguee GmbH mit ihren 22 festangestellten Mitarbeitern ihren Namen zu DeepL GmbH.
Mit der zunehmenden Konzentration auf Kutyłowskis Produkt DeepL beschloss Frahling 2019, das Unternehmen zu verlassen. Seit März 2022 wirkt er als Professor für Informatik an der Universität zu Köln. Kutyłowski strukturierte das Unternehmen im Jahr 2021 in die Aktiengesellschaft DeepL SE um.

## Auszeichnungen
- 2010: SUMA Award (2. Platz)